# Siegmundsburg

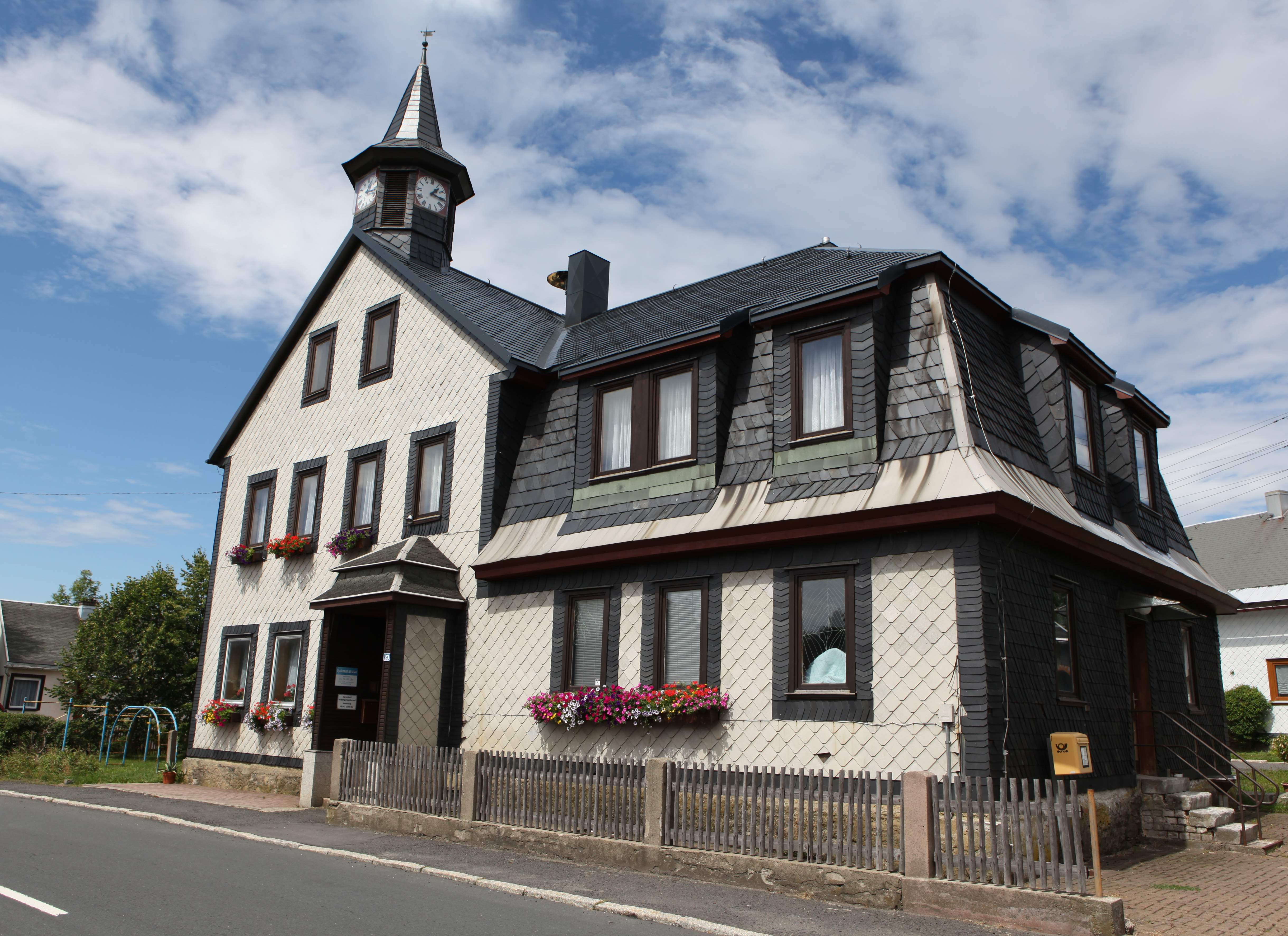
Siegmundsburg, Heimatstube

Siegmundsburg ist ein Ortsteil der Stadt Neuhaus am Rennweg im Landkreis Sonneberg, Thüringen.

## Geografie
Siegmundsburg liegt am Rennsteig im Thüringer Schiefergebirge und ist ein Straßendorf. Nahe dem Ort steht der Dreistromstein, der den Schnittpunkt der Wassereinzugsgebiete von Weser, Rhein und Elbe markiert. Hier befindet sich die Hintere Werra-Quelle: Die Weser hat somit nicht nur zwei Quellflüsse neben der Fulda. Werra und Fulda ihrerseits entstehen auf gleiche Weise.

## Geschichte
1492 wurden die Hiftenberger Häuser erstmals urkundlich erwähnt. Der Oberstallmeister Hans Siegmund von Schaumberg erteilte 1728 dem Glasmeister Michael Gundelach die Konzession zum Bau und Betreiben einer Glas- und Fayencehütte (Gundelachshütte). Das Unternehmen florierte in den ersten Jahrzehnten seines Bestehens und der Ort wuchs um die Saarhäuser an. Michael Gundelach stieg zum Schlosshauptmann zu Eisfeld auf und verkaufte die Hütte 1772 an die Herzogin Charlotte Amalie von Sachsen-Meiningen, die sie in ein Forsthaus umwandelte. 1737 wurden die Hiftenberger Häuser, eines auf dem Gebiet des Gerichtes Sonneberg und zwei auf Schaumberg-Rauensteiner Territorium im späteren Amt Schalkau oberhalb eines ehemaligen Goldbergwerks im Grund der oberen Grümpen entstanden, zu Siegmundsburg gezählt. Siegmundsburg gehörte bis 1920 zum Herzogtum Sachsen-Meiningen.
Zum 31. Dezember 2012 wurde Siegmundsburg nach Neuhaus am Rennweg eingemeindet.

## Wappen
Das am 11. April 1995 genehmigte Wappen des Ortes zeigt in dreifarbiger Teilung einen silbernen Obelisken und ein grünes Hifthorn über einem Dreiberg mit eingelagerten Wellenspitzen. Der Obelisk auf blauem Grund symbolisiert den in der Flur des Ortes gelegenen Dreistromstein am hydrografischen Berührungspunkt der drei Stromgebiete von Elbe, Rhein und Weser sowie das vorherrschende feuchte Klima. Das Hifthorn steht für das traditionell in der Gegend ausgeübte Jagdwesen. Der Dreiberg weist auf die Kammlage des Ortes hin, das Grün steht für die waldreiche Umgebung.

## Wirtschaft und Verkehr
Siegmundsburg war einst eine Waldarbeitersiedlung. Später kam noch die Glasindustrie dazu. Heute ist der Tourismus der wichtigste Wirtschaftszweig des Ortes.
Siegmundsburg liegt an der Bundesstraße 281, die Eisfeld und Neuhaus am Rennweg verbindet. Die historische Anbindung über den Rennsteig wird heute gern von Wanderern und Mountainbikern genutzt.
Im Öffentlichen Personennahverkehr ist der Ort ausschließlich mit der Buslinie 508 erreichbar:
- Bus 508 (Mo–Fr) Masserberg – Katzhütte – Goldisthal – Siegmundsburg – Friedrichshöhe – (Siegmundsburg – Neumannsgrund – Theuern)[4]
- Bus 508 (Sa+So) Masserberg – Katzhütte – Goldisthal – Siegmundsburg – Friedrichshöhe – Siegmundsburg – Steinheid – Neuhaus am Rennweg[4]

Die durch Ilchmann Tours GmbH betriebene Linie verkehrt Montag bis Freitag nur ein Mal auf der ganzen Strecke und zwei weitere Male ohne die Verlängerung durch den Naumannsgrund. Ein Anschluss an überregionale Busse erfolgt mittels Umstieg in Goldisthal via Bahnhof Neuhaus am Rennweg beziehungsweise ZOB Sonneberg. Am Wochenende verkehrt die Buslinie 508 drei Mal ohne Umstieg direkt nach Neuhaus. Siegmundsburg ist damit lediglich indirekt durch Umstieg in Katzhütte, Neuhaus am Rennweg oder Sonneberg mit dem deutschen Eisenbahnnetz verbunden.